# Laibach (album)
Laibach je prvi album istoimenske skupine, ki jo prištevamo med alternativni rock, ponekod tudi industrijski metal. Prvič objavljen 1985, leta 1991 pa še prvič na zagoščenki. Skladbi  »Police Blow« in »First TV Generation« sta bili ustvarjeni v okviru Laibachove subskupine / projekta 300.000 V.K. (300,000 Verschiedene Krawalle - tudi: »Drei hundert tausend Verschiedene Krawalle«, kar pomeni »300.000 različnih izgredov / kravalov«. Album je bil ponovno izdan leta 1999 z dodatnimi  bonus skladbami.

## Seznam skladb
Prevodi v oklepajih niso zapisani na naslovnici.
1. Cari Amici (Dragi prijatelji) – 1:51
2. Sila – 4:02
3. Sredi Bojev – 8:08
4. Država – 4:31
5. Dekret – 4:12
6. Mi kujemo bodočnost – 4:45
7. Brat moj – 5:54
8. Panorama – 4:37

| \| Št. \| Naslov \| Izvajalec \| Dolžina \| \| --- \| --------------------------------- \| --------------- \| ------- \| \| 9. \| „Policijski hit‟ \| 300,000 V.K. \| 3:28 \| \| 10. \| „1. TV generacija‟ \| 300,000 V.K. \| 2:59 \| \| 11. \| „Der Zivilisation (Civilizacija)‟ \| Strom und Klang \| 4:50 \| \| 12. \| „L'Homme armé‟ \| Strom und Klang \| 4:19 \| \| 13. \| „One Plus One‟ \| Strom und Klang \| 9:06 \| |                                   |                 |         |
| Št. | Naslov                            | Izvajalec       | Dolžina |
| 9. | „Policijski hit‟                  | 300,000 V.K.    | 3:28    |
| 10. | „1. TV generacija‟                | 300,000 V.K.    | 2:59    |
| 11. | „Der Zivilisation (Civilizacija)‟ | Strom und Klang | 4:50    |
| 12. | „L'Homme armé‟                    | Strom und Klang | 4:19    |
| 13. | „One Plus One‟                    | Strom und Klang | 9:06    |